# Ферендат
Ферендат (др.-перс. Farnadāta) — племянник персидского царя Ксеркса I, погибший в битве при Эвримедонте в 469 или 466 году до н. э.
По свидетельству Диодора Сицилийского, Ферендат был племянником царя Ксеркса I. Ферендат, как и его двоюродный брат Тифравст, в 469 или 466 году до н. э. являлся одним из предводителей персов в битве при Эвримедонте. Плутарх также указал на них как на двух начальников. Со ссылкой на Эфора он отметил, что Ферендат возглавлял сухопутную ахеменидскую армию, в то время как под началом Тифравста находился флот. При этом Плутарх привёл также свидетельство Каллисфена, который писал, что общее командование принадлежало Ариоманду. По словам Диодора Сицилийского, Ферендат был убит в собственной палатке во время неожиданного ночного нападения воинов афинского стратега Кимона на персов, расположившихся лагерем на берегу. Уцелевшие персы в смятении обратились в бегство.
По предположению Х. Клинкотта, этот Ферендат идентичен сатрапу Египта с таким же именем. М. А. Дандамаев М. А. и А. Олмстед придерживались противоположного мнения.